# 73692 Gürtler
73692 Gürtler este un asteroid din centura principală, descoperit pe 12 septembrie 1991, de Lutz Schmadel și Freimut Börngen.